# Villaza (Orense)
Villaza (llamada oficialmente San Salvador de Vilaza) es una parroquia y un lugar del municipio español de Monterrey, en la provincia de Orense, Galicia.

## Toponimia
La parroquia también es conocida por el nombre de San Salvador de Villaza.

## Organización territorial
La parroquia está formada por dos entidades de población:
- A Salgueira
- Vilaza

## Demografía

### Parroquia
| Gráfica de evolución demográfica de Villaza (parroquia) entre 2000 y 2022 |
|                                                                           |
| Datos según el nomenclátor publicado por el INE.                          |

### Lugar
| Gráfica de evolución demográfica de Vilaza (lugar) entre 2000 y 2022 |
|                                                                      |
| Datos según el nomenclátor publicado por el INE.                     |